# Home Is Such a Lonely Place
Singles de Blink-182
She's Out of Her Mind
(2016)
Pistes de California
No Future
(7) Kings of the Weekend
(9)
Home Is Such a Lonely Place est une chanson du groupe américain de pop punk Blink-182 pour leur septième album studio California. C'est également le troisième single de l'album, publié le 18 avril 2017 uniquement en téléchargement.

## Liste des pistes
| Home Is Such a Lonely Place | Home Is Such a Lonely Place | Home Is Such a Lonely Place                                         | Home Is Such a Lonely Place | Home Is Such a Lonely Place | Home Is Such a Lonely Place | Home Is Such a Lonely Place | Home Is Such a Lonely Place | Home Is Such a Lonely Place | Home Is Such a Lonely Place |
| No                          | Titre                       | Auteur                                                              | Durée                       |                             |                             |                             |                             |                             |                             |
| --------------------------- | --------------------------- | ------------------------------------------------------------------- | --------------------------- | --------------------------- | --------------------------- | --------------------------- | --------------------------- | --------------------------- | --------------------------- |
| 1.                          | Home Is Such a Lonely Place | Mark Hoppus, Travis Barker, Matt Skiba, John Feldmann, David Hodges | 3:21                        |                             |                             |                             |                             |                             |                             |
| 3:21                        |                             |                                                                     |                             |                             |                             |                             |                             |                             |                             |

## Interprètes
- Matt Skiba — chant, guitare
- Mark Hoppus — chant, basse
- Travis Barker — batterie